# Ќ (кириллица)
Ќ, ќ (ке, чъе, К с акутом) — буква расширенной кириллицы, 24-я буква македонского алфавита, обозначает звук [c] (или в некоторых диалектах [ʨ]). Часто употребляется в тех же случаях, когда в сербской письменности ставится буква Ћ, однако обычно имеет иное произношение. Была (вместе с некоторыми другими) введена в македонский алфавит 4 декабря 1944 года по результату голосования членов «филологической комиссии по установлению македонской азбуки и македонского литературного языка» (9 голосов «за», 2 «против»); альтернативным предложением было использование сербской Ћ — не прошедшее частью по политическим соображениям, частью из-за апелляции к принципиальному различию между македонским и сербским произношением. Хотя буква происходит от кириллической буквы К, в алфавите она стоит не рядом с К, а после Т — то есть в точности на месте сербской буквы Ћ.
Некоторые македонские слова с буквой Ќ взгляду русскоязычного читателя кажутся очень странными, так как в русском языке на её месте часто присутствует Т, Ч или Щ, а ничего похожего на К нет: браќа — братья, зафаќа — занимает (захватывает), Ивановиќ — Иванович, бидејќи — будучи, среќаваме — встречаем, веќе — больше (вяще) и т. п.